# آخماقیه
آخمقیه یا آخماقیه که در نقشه های دولتی با نام شهرک شهید چمران شناخته میشود یکی از محله‌های قدیمی شهر تبریز است که در منطقهٔ ۷ شهرداری این شهر و در ۳ کیلومتری جنوب غرب میدان راه‌آهن و در کنار اتوبان تبریز به خسروشهر در همسایگی رواسان و اندیشه واقع شده‌است. این محله در گذشته از روستاهای پیرامون شهر تبریز بوده و پس از گسترش این شهر به‌عنوان یکی از محله‌های تبریز شناخته شده‌است. آخمقیه هم‌اکنون در جنوب غرب شهر و در ورودی آن قرار گرفته‌است.
امروزه منطقهٔ آخماقیه یکی از محلات تبریز و مرکز شهرداری منطقهٔ ۷ تبریز به نام شهرک شهید چمران است که در اراضی غربی و شرقی آن چندین واحد شهرک با بلوک‌های متعدد ساختمانی چون اندیشه و آپارتمان‌های جالبی که تضاد کامل با حاشیه‌نشینان این محله دارد احداث شده‌اند.
این محله بیشتر با هیات حسینی و کار های خیر شناخته میشود
که معروف ترین کار ها هرساله مصادف با ولادت حضرت زهرا
اعطای ۷۲ سرویس جهیزیه کامل به نوعروسان میباشد.

## وجه تسمیه
قایا یا قیه در زبان ترکی به معنی صخره و سنگ است و در لهجه استانبولی کایا (Kaya) تلفظ می‌شود. آخما به معنی ریزش نکن، جریان نداشته باش. آخار صفت چشمه و رود است به معنی جاری است.
آخماقیه یعنی <<صخره پایین نیا>> (آخما + قیه) که گویا در منطقه رانش زمین بوده‌است و ما کلمهٔ لغت قیه به معنای صخره در زبان ترکی آذری خود در همه جای آذربایجان داریم چون موساقیه، جداقیه، قره قیه، ساری قیه، گوموش قیه." در کتاب‌ها نام آخماقیه «امین قالا» یا قلعه امین نوشته شده که در اسناد دوره قاجاریه به همین نام نوشته شده‌است ولی در تمام گفته‌های مردم آنچه تا حال شنیده شده فقط نام آخماقیه مطرح بوده‌است.

## بیشینه
تا سال ۱۳۴۰ آخماقیه چسبیده بود به رواسان و لاله از شرق، به خلاجان و سردرود از غرب و به کرجان از جنوب و به محدوده راه‌آهن و کوجووار از شمال، ولی با تقسیم اراضی در اولین تزنامه برنامهٔ اصلاحات ارضی، اراضی آخماقیه تقسیم شد. باغ بزرگ امام جمعه میرزا جعفر آقا فروخته شد به وزارت صنایع برای احداث کارخانه تراکتورسازی فروخته شد. در سالهای بعد از جنگ تحمیلی و با ورود سایر مردم از اکثر نقاط آذربایجان رونق خاصی به این محله تاریخی گذاشته و باعث پیشرفت روزافزون این محله قدیمی و تبدیل آن از روستا به یکی از مناطق شهری تبریز شد.
سابقه تاریخی آخماقیه همانند سرداری، کوجووار، حتی خود تبریز جالب توجه است. آثاری از بقایای قلعه‌ها دیوارها و گورستان تاریخی صدها سنگ نبشته قدیمی و چند مجسمهٔ قوچ که بزرگترین سنگ مربوط است به قبر خواجه امین الدین صدقه است و در حاشیه بالای دیواره‌های آن سنگ با خط ثلث نوشته «هذا تربت الاصدر المعظم صاحب الانعام والاحسان موفق للخیرات و المبرات خواجه امین الدین صدقه رحمة اله علیه وفات در ۱۰ شعبان ۷۱۲ قمری» که وی همزمان با سلطان محمود غازان خان بوده و مقرب درگاه وی بوده‌است. در میان گورستان بزرگ سنگ‌های قدیمی است که به اوایل اسلام نیز می‌رسد که با یک جستجو و تحقیق می‌توان به اساسی تاریخ آخماقیه پی برد.

## بخش‌ها
آخماقیه به ۱۰ بخش اصلی تقسیم شده‌است:
1. آخیر ایستگاه.
2. نماز کوچه سی
3. خرمنلر (خرمنگاه)
4. راهنمایی کوچه سی
5. کوی مهران.
6. سکی لر.
7. شش متری.
8. هشت متری.
9. قهوه قاباغی

## کوی‌ها
از کوی‌های آخماقایا می‌توان به موارد زیر اشاره کرد:
- کوچه مسجد جامع
- کوچه خرمن لر
- کوچهٔ ۱۶.
- کوچه تعاون.
- کوچهٔ جبار.
- کوچهٔ سیدلر.
- کوچهٔ مسجد امام زمان.
- کوچهٔ فیروزفر.
- کوچهٔ شهریار.
- کوی صنعتی صفاکیش
- محلهٔ باسکول. (قوم باغی)[۲]
- کوچه نیلوفر

جاده اصلی روستاهای اسنجان.انرجان.هزه بوران.زینجناب از آخمقیه است